# Sangmélima
Sangmélima är en ort i Kamerun.   Den ligger i regionen Södra regionen, i den södra delen av landet, 120 km söder om huvudstaden Yaoundé. Sangmélima ligger 675 meter över havet och antalet invånare är 54 251.
Terrängen runt Sangmélima är platt. Trakten runt Sangmélima är glesbefolkad, med 10 invånare per kvadratkilometer. Det finns inga andra samhällen i närheten. I omgivningarna runt Sangmélima växer i huvudsak städsegrön lövskog.